# Miracle Goodnight
"Miracle Goodnight" é uma canção do álbum Black Tie White Noise, do músico britânico David Bowie. A faixa foi lançada como terceiro single do álbum em outubro de 1993.

## Créditos
Produtor:
- Nile Rodgers

Músicos:
- David Bowie – vocal, saxofone em "Looking for Lester"
- Nile Rodgers – guitarra
- Barry Campbell – baixo
- Sterling Campbell – bateria
- Richard Hilton – teclado
- Lester Bowie – trompete
- Mike Garson – piano em "Looking for Lester"